# 今朝丸裕喜
今朝丸 裕喜（けさまる ゆうき、2006年6月2日 - ）は、兵庫県神戸市東灘区出身のプロ野球選手（投手）。右投右打。阪神タイガース所属。

## 経歴

### プロ入り前
神戸市立東灘小学校で3年生の時に野球を始める。神戸市立本庄中学校在学時は関メディベースボール学院でプレーした。
報徳学園高等学校に進学し、2年春の第95回記念選抜高等学校野球大会に出場。1学年上の堀柊那らと共に準優勝した。3年春の第96回選抜高等学校野球大会でも決勝まで勝ち上がり、健大高崎を相手に3失点で完投するも敗れ、2年連続の準優勝となった。同年夏はエースとして第106回全国高等学校野球選手権大会に出場したが、初戦で大社に敗れた。その後、第13回 BFA U-18アジア選手権大会の日本代表に選出された。
2024年10月24日のプロ野球ドラフト会議で阪神タイガースから2位指名を受けた。11月17日に契約金6000万円、720万円で仮契約を結んだ（金額はいずれも推定）。背番号は28。担当スカウトは熊野輝光。

## 詳細情報

### 背番号
- 28（2025年[8] - ）

### 代表歴
- 2024年 第13回 BFA U-18アジア選手権大会 日本代表